# Довбня, Валерий Леонидович
Валерий Леонидович Довбня (род. 15 сентября 1968, Ленинград) — основатель студии «Кириллица», продюсер, сценарист и режиссёр.

## Карьера
Окончил Московскую киношколу (ВГИК) в 1996 году как режиссёр документального кино. Начал свою карьеру в качестве режиссёра на Первом канале, где работал с 1994 по 1996 год. В 1997 году продолжил профессиональную деятельность на телеканале «ТВ-6». С 1997 года и вплоть до 2000 года Валерий работал художественным руководителем и телевизионным продюсером рекламного агентства «ТВ-6 МЕДИА». В 2001 году начал работу в телевизионной продюсерской компании «ТЕЛЕСПЕЦНАЗ» в качестве главного режиссёра. С 2003 по 2004 год был генеральным директором и главным продюсером «BS GRAPHICS PRODUCTION» — компании, специализирующейся на производстве компьютерной графики и специальных визуальных эффектов. В 2004 году стал начальником отдела производственных услуг компании «Амедиа». В 2005—2006 годах занимал должность директора по программированию на канале «2X2». В 2006 году стал продюсером производственного отдела на канале «REN-TV».
В 2001 году основал телевизионную продюсерскую компанию «Кинопродукт». В общей сложности компания создала более 200 часов телевизионных программ и документальных сериалов для самых популярных российских телеканалов. Среди клиентов «Кинопродукта» — Первый канал, Россия 1, НТВ, РенТВ, 5 канал, ТВ3, ТВ-центр, Матч-ТВ, 2X2, Sony Entertainment Television и другие.
В 2009 году Валерий основал студию «Кириллица» — которая занимается локализацией телевизионного контента. Среди основных клиентов компании — Disney, Discovery, Sony Entertainment Television, Paramount Comedy, СТС, UFC, MTV, 2х2, Пятница, ЮТВ, Кинопоиск, Амедиатека, IVI, холдинг ЦТВ и многие другие.
С 2015 года студия «Кириллица» начала оказывать новый вид услуг — локализацию контента на иностранные языки. Благодаря партнерам студии по всему миру российские заказчики получают весь комплекс услуг по локализации на английском, испанском, немецком, французском, португальском, арабском, хинди, китайском, индонезийском, японском и многих других языках.

## Фильмография
| Год       | Название                             | Жанр                      | Роль                               |
| --------- | ------------------------------------ | ------------------------- | ---------------------------------- |
| 1997-1998 | «Красная полоса»                     | Документальный сериал     | сопродюсер, автор и режиссёр       |
| 2002      | «СССР. Преступления и наказания»     | Документальный телесериал | исполнительный продюсер и режиссёр |
| 2005-2008 | «Бандиты эпохи социализма»           | Документальный цикл       |                                    |
| 2015      | «Личная фотохроника Анатолия Лебедя» | Документальный фильм      | режиссёр, сценарист, продюсер      |

## Номинации и награды
| Год  | Церемония                                                 | Номинация                                          | Работа                                            |
| ---- | --------------------------------------------------------- | -------------------------------------------------- | ------------------------------------------------- |
| 1999 | DetectiveFEST                                             | Документальный фильм/ публицистическая программа   | Сериал «Красная полоса», серия «Ленька Пантелеев» |
| 2009 | Премия ФСБ России                                         | Телевизионные и радиопрограммы                     | Документальный цикл «Особый отдел» («Звезда»)     |
| 2014 | Премия«Кинопризыв»                                        | Лучший документальный фильм                        | Фильм «Личная фотохроника Анатолия Лебедя»        |
| 2014 | Международный фестиваль документального кино «Артдокфест» | Яркий и нестандартный телевизионный проект         | Фильм «Личная фотохроника Анатолия Лебедя»        |
| 2015 | Премия «Золотой Витязь»                                   | Создание образа русского воина                     | Фильм «Личная фотохроника Анатолия Лебедя»        |
| 2016 | Кинофестиваль «Окно в Европу»                             | Выдающийся образ российского офицера, героя России | Фильм «Личная фотохроника Анатолия Лебедя»        |